# Колумбия (символ)
Вижте пояснителната страница за други значения на Колумбия.
Колумбия е женски образ, олицетворяващ Съединените американски щати след Американската революция.
Изобразена е на банкноти (1862-1876) на САЩ след Гражданската война. Става персонаж на политически картини, плакати, карикатури и други материали, както и на анимационни филми и комикси, много популярни в САЩ през 1920-те години.
Понастоящем е изобразена на заставката на кинокомпанията „Кълъмбия Пикчърс“.